# Gare d’Alaï
Gare d’Alaï vasútállomás Franciaországban, Tassin-la-Demi-Lune településen.

## Vasútvonalak
Az állomást az alábbi vasútvonalak érintik:
- Paray-le-Monial-Givors-Canal-vasútvonal

## Kapcsolódó állomások
A vasútállomáshoz az alábbi állomások vannak a legközelebb:
- Gare de Francheville (Gare de Brignais)
- Gare d'Écully-la-Demi-Lune (Gare de Lyon-Saint-Paul)